# Evropos
Evropos (in greco Ευρωπός?) è un ex comune della Grecia nella periferia della Macedonia Centrale di 6 042 abitanti secondo i dati del censimento 2001.
È stato soppresso a seguito della riforma amministrativa, detta Programma Callicrate, in vigore dal gennaio 2011 ed è ora compreso nel comune di Paionia.